# جيسيكا كيركلاند
جيسيكا كيركلاند (بالإنجليزية: Jessica Kirkland)‏ مواليد 10 نوفمبر 1987 في دايتون، الولايات المتحدة، هي لاعبة كرة مضرب أمريكية سابقة بدأت مسيرتها كمحترفة سنة 2002 وكانت تلعب باليد اليمنى، اعتزلت اللعب في يوليو 2009. أعلى تصنيف لها في الفردي كان المركز الـ 151 في سنة 2005. أعلى تصنيف لها في الزوجي كان المركز الـ 269 في سنة 2007.

## روابط خارجية
- جيسيكا كيركلاند على موقع رابطة محترفات التنس (الإنجليزية)
- جيسيكا كيركلاند على موقع الاتحاد الدولي لكرة المضرب (الإنجليزية)